# Norden (stacja kolejowa)
Norden – stacja kolejowa w Norden, w kraju związkowym Dolna Saksonia, w Niemczech. Znajdują się tu 2 perony.